# Emmanuel-Dieudonné d’Hautefort
Emmanuel-Dieudonné markiz d’Hautefort (ur. 13 stycznia 1700 w Paryżu, zm. 30 stycznia 1777 tamże) – francuski dyplomata.
Jego ojcem był Louis Charles d’Hautefort, markiz de Surville (1669–1732), wywodzący swój ród od Hugo Kapeta, a matką Anne Louise de Crevant. W latach 1750–1753 służył jako ambasador Francji przy wiedeńskim dworze. W 1734 został kawalerem OrderU Świętego Ludwika, a w 1751 otrzymał Order Ducha Świętego.